# Die Hard 4 : Retour en enfer
Série Die Hard
Une journée en enfer
(1995) Die Hard : Belle journée pour mourir
(2013)
Pour plus de détails, voir Fiche technique et Distribution.
Die Hard 4 : Retour en enfer ou Vis libre ou crève au Québec (Live Free or Die Hard) est un film d'action américain réalisé par Len Wiseman, sorti en 2007.
C'est le quatrième volet de la saga Die Hard.
Le film débute alors que des hackers s'attaquent aux différentes infrastructures des États-Unis dans le but d'entamer une liquidation des biens américains. L'attaque débute par la coupure des communications et le piratage du système informatique du FBI. Les cybercriminels s'en prennent ensuite aux marchés boursiers, et pour finir, ils sabotent les installations électriques et de gaz. Leur plan, savamment orchestré, va être chamboulé par l'intervention impromptue du lieutenant de police John McClane. Il est accompagné par Matt Farrell, un jeune hacker (et cryptographe) qu'il était chargé d'arrêter.

## Synopsis
Un groupe mystérieux a chargé un réseau de hackers de leur fournir des codes dans différents domaines. Une fois les codes fournis, les hackers sont éliminés un à un avec un virus qui arme une bombe placée sur leur ordinateur. Le groupe pirate le FBI. Celui-ci demande à la police de lui amener tous les hackers qu'ils connaissent. C'est dans ce contexte que le lieutenant John McClane de New York, qui connait des problèmes relationnels avec sa fille Lucy, est chargé d'arrêter le hacker Matthew Farrell à Camden dans le New Jersey et de le conduire à Bowman au FBI à Washington.
Mais l'arrivée de John chez le hacker oblige un groupe de tueurs postés dehors à agir d'eux-mêmes, le virus qu'ils ont envoyé peu avant sur l'ordinateur de Matthew a bien enclenché la bombe et planté son ordinateur, mais celui-ci n'a pas l'occasion d'appuyer sur la touche "Delete" pour la faire exploser. Le policier tue certains d'entre eux avant de s'enfuir avec Matthew, mais un concours de circonstances provoque l'explosion de la bombe détruisant l'appartement du hacker. L'organisation dirigée par Thomas Gabriel connaît son premier échec et se met à leur recherche.
John et Matthew arrivent à Washington. Mais à ce moment-là, Thomas lance la phase 1 de son opération en faisant planter les réseaux et systèmes de transports du pays, puis piratent les alarmes des bâtiments publics pour obliger tout le monde à sortir. Puis il lance la phase 2 en piratant les bourses de Wall Street et les systèmes financiers. John arrive avec Matthew auprès de l'agent Bowman, au moment où Thomas pirate les médias en présentant un montage vidéo avec un message sinistre. Pour Matthew, c'est une "liquidation", une attaque mythique en trois étapes de toutes les infrastructures nationales. Bowman envoie John et Matthew sous escorte au siège de la sécurité nationale, où durant le trajet Matthew explique à John qu'il a fait un travail de hacking combiné à ses talents de cryptographe. Mais ils sont repérés par l'équipe de Thomas et sa compagne Mai pirate la radio de la police en donnant un nouvel itinéraire. Mais Matthew reconnait la voix de son employeuse et John réussit à avoir une conversation avec Thomas. C'est à ce moment-là qu'un hélicoptère attaque la voiture et tue l'escorte, mais John et Matthew réussissent à se réfugier en voiture dans un tunnel. Thomas fait ouvrir toutes les voies du tunnel aux voitures dans les deux sens et éteint les lumières pour les piéger. Heureusement les deux protagonistes s'en tirent bien et John réussit à envoyer la voiture détruire l'hélicoptère. Seul le tueur Rand s'en tirera, mais les croit morts. John dira en rigolant à Matthew qu'il n'avait plus de balle pour expliquer son geste.
Alors qu'une équipe de Thomas dirigée par Emerson investit le mystérieux centre de Woodlawn et atteint la salle des serveurs, Thomas commence à télécharger les données. Mai part en mission, tandis que Thomas fait déplacer sa base qui se trouve dans un semi-remorque. Alors que John, de son côté, a informé Bowman de la situation, Thomas lance la phase 3 piratant tous les systèmes de communications en les faisant planter et en diffusant sur toutes les télés l'explosion du Capitol. Heureusement ce n'était qu'un montage vidéo, mais les réseaux téléphoniques sont plantés. John et Matthew doivent se débrouiller seul et comprennent que le prochain objectif est la centrale électrique de Middletown en Virginie-Occidentale et vont s'y rendre avant que Mai coupe la centrale privant tout le tiers est des Etats-Unis en électricité.
Une fois là-bas le soir, Mai est déjà sur place et commence à couper le courant. John et Matthew réussissent à s'introduire sans difficulté. Matthew tente de contrecarrer le piratage de Mai pendant que cette dernière combat John et le neutralise et oblige Matthew à coopérer. Mais John revient à la rescousse en voiture et envoie la tueuse dans la cage d'ascenseur. Il s'en tire tandis que Mai accompagne la voiture dans sa chute qui lui sera mortelle. Matthew réussit à contrer l'attaque informatique de Mai, mais Thomas, comprenant que Mai a échoué, fait exploser la centrale en envoyant du gaz dans les canalisations, plongeant la côte est dans le noir. Entretemps, les protagonistes découvrent grâce à Bowman l'identité du chef, son ancien collègue qui avait voulu alerter sur les failles de sécurité des infrastructures où il travaillait en vain.
Matthew convainc John d'aller à Baltimore pour aller voir son ami surnommé "sorcier", célèbre dans le milieu des hacker. Le "sorcier" a le déplaisir d'accueillir Matthew et John, mais explique que l'algorithme de sécurité que le hacker avait fourni à l'équipe de Gabriel est utilisé pour accéder à une salle de serveur au centre des pensions à Woodlawn (qui cache en réalité autre chose), où arrive en ce moment-même le semi remorque de Gabriel. Ce dernier découvre que le sorcier est connecté au centre et obtient une conversation avec John où il lui dévoile qu'il va kidnapper sa fille Lucy piégée dans un ascenseur faute de courant. Comprenant que Thomas est à Woodlawn, John et Matthew s'y rendent. Pendant ce temps, Lucy McClane est amenée à Woodlawn tandis que Thomas fait exécuter sa propre équipe de hackers à l'exception de Trey qui est complice.
Matthew et John s'infiltrent facilement à Woodlawn, le hacker s'introduit dans l'ordinateur central et déclenche l'alarme. Bowman apprend son existence réelle alors gardée secrète : le serveur de Woodlawn avait été mis en place par Thomas Gabriel pour contenir la copie des données financières lorsque celles-ci sont menacées, comme lors du piratage du FBI avant la liquidation. Tout le monde comprend que Thomas est venu récupérer les données financières sur les serveurs, Bowman fait envoyer un avion du Pentagone pour surveiller Woodlawn. Matthew entre dans la salle du serveur grâce à son algorithme et crypte les données téléchargées lorsqu'il est capturé par Emerson, tandis que John a encore éliminé un autre tueur et se met en route vers Thomas Gabriel; ils ne sont plus que six en face. Le policier doit affronter le tueur acrobatique Rand dans la salle des circuits de refroidissement, mais réussit à le tuer rapidement.
Pendant ce temps, Thomas quitte Woodlawn en camionnette avec Trey, Emerson, un dernier homme de main et les otages, suivie par le semi remorque conduit par John qui a éliminé le chauffeur. Celui-ci entre en contact avec la fréquence du sorcier pour le mettre en relation avec Bowman pour l'informer de la situation. Dans la camionnette, Trey réussit à pirater l'avion du Pentagone permettant à Thomas de communiquer au pilote sa cible à abattre : le semi remorque conduit par John. Celui-ci est en effet pris pour cible par l'avion et ce n'est que quand il est sur un pont que le véhicule est immobilisé proche du vide. Mais l'avion s'écrase, tandis que John s'en sort de façon très spectaculaire et voit que la camionnette s'est arrêté dans un hangar sur le port à côté de lui.
Dans le hangar, Thomas oblige Matthew à déverrouiller le cryptage des données financières téléchargées. C'est à ce moment-là que John fait son apparition en tuant Trey qui préparait le jet pour la fuite de Thomas, et le dernier homme de main, mais se fait tirer dans l'épaule par Emerson. Thomas le tient en joue pour qu'il assiste à la prochaine exécution des otages une fois que Matthew aura fini de décrypter, mais John mets l'arme que tient son adversaire dans son épaule perforée et tire. Thomas étant derrière l'épaule est tué, tandis qu'Emerson est tué. Lucy cours vers son père et le prend dans ses bras. L'équipe de Bowman arrive pour constater que la menace est éliminée grâce à John. Ce dernier est conduit à l'hôpital avec Matthew, mais a du souci à se faire car ce dernier et sa fille veulent se fréquenter...

## Fiche technique
Sauf indication contraire, les informations mentionnées dans cette section peuvent être confirmées par les bases de données cinématographiques IMDb et Allociné,  présentes dans la section « Liens externes ».
- Titre original : Live Free or Die Hard
- Titre anglophone international : Die Hard 4.0
- Titre français : Die Hard 4 : Retour en enfer
- Titre québécois : Vis libre ou crève[2]
- Réalisation : Len Wiseman
- Scénario : Mark Bomback, d'après une histoire de Mark Bomback et de David Marconi, d'après certains personnages créés par Roderick Thorp et d'après l'article de presse A Farewell to Arms (1997) de John Carlin
- Musique : Marco Beltrami
- Direction artistique : Beat Frutiger, James Hegedus et Troy Sizemore
- Décors : Patrick Tatopoulos
- Costumes : Denise Wingate
- Photographie : Simon Duggan
- Son : Anna Behlmer, Cameron Frankley, Tom Lalley, Ai-Ling Lee, Andy Nelson
- Montage : Nicolas De Toth
- Production : Michael Fottrell
  - Production déléguée : Arnold Rifkin et William Wisher
  - Coproduction : Stephen J. Eads
- Sociétés de production : Cheyenne Enterprises et Wintergreen Productions, en association avec Dune Entertainment et Ingenious Film Partners
- Sociétés de distribution : Twentieth Century Fox (États-Unis, Canada) ; Twentieth Century Fox France (France)
- Budget : 110 millions de $[3],[4]
- Pays de production :  États-Unis
- Langues originales : anglais, italien, français
- Format : couleur (DeLuxe) — 35 mm — 2,35:1 (CinemaScope) — son Dolby Digital EX / DTS / SDDS
- Genre : action, policier, thriller
- Durée : 128 minutes
- Dates de sortie[5] :
  - États-Unis, Québec : 27 juin 2007[2]
  - France, Belgique, Suisse romande : 4 juillet 2007[6],[7]
- Classification :
  - États-Unis : accord parental recommandé, film déconseillé aux moins de 13 ans (PG-13 - Parents Strongly Cautioned)[8]
  - France : tous publics avec avertissement
  - Belgique : tous publics (Alle Leeftijden)[6]
  - Suisse romande : interdit aux moins de 14 ans[9]
  - Québec : 13 ans et plus (violence) (13+ / 13 years and over)[2]

## Distribution
- Bruce Willis (VF : Patrick Poivey) : John McClane
- Justin Long (VF : Patrick Mancini) : Matthew « Matt » Farrell
- Timothy Olyphant (VF : Jean-Pierre Michaël) : Thomas Gabriel
- Cliff Curtis (VF : Joël Zaffarano) : Miguel Bowman
- Maggie Q (VF : Yumi Fujimori) : Mai Linh
- Mary Elizabeth Winstead (VF : Alexandra Garijo) : Lucy Gennero McClane
- Kevin Smith (VF : Sylvain Lemarié) : Frederick « le Sorcier » Kaludis (« The Warlock » en VO)
- Jonathan Sadowski (VF : Éric Herson-Macarel) : Trey
- Cyril Raffaelli (VF : Lui-même) : Rand
- Yorgo Constantine (en) : Robert Russo
- Andrew Friedman : Casper
- Edoardo Costa : Emerson
- Chris Palermo : Del
- Yancey Arias : l'agent Johnson
- Sung Kang (VF : Damien Ferrette) : Raj
- Željko Ivanek (VF : Daniel Lafourcade) : Molina
- Christina Chang : Taylor
- Jake McDorman : Jim
- Rosemary Knower : Mme Kaludis
- Matt O'Leary : Clay Wheeler
- Chris Ellis : Scalvino
- Tim Russ (VF : Thierry Desroses) : l'agent Chuck Summer
- Joe Gerety (VF : Patrick Béthune) : l'agent Jack Parry
- Brad Martin : l'agent Laughlin (non crédité)
- Matt McColm : un terroriste de Gabriel (non crédité)
- Michael Papajohn : un terroriste de Gabriel (non crédité)
- Charles Grisham : un terroriste de Gabriel (non crédité)
- Len Wiseman : le pilote du F-35B (caméo)

## Production

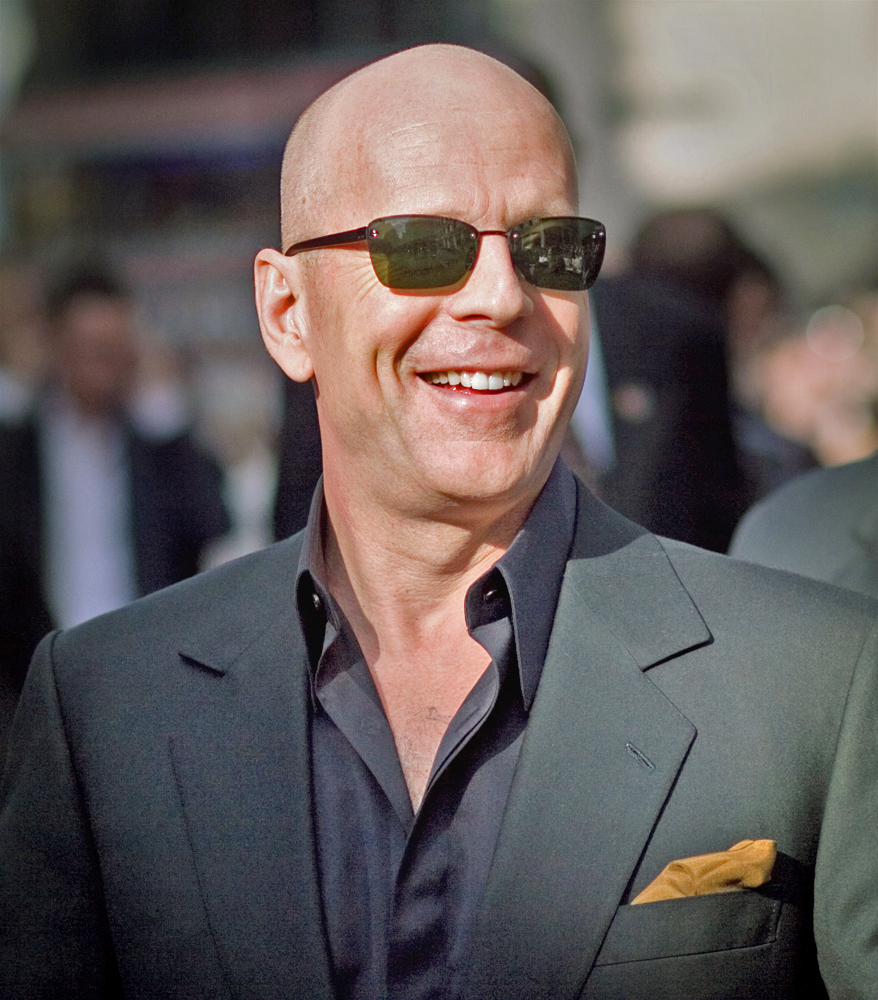
Bruce Willis à la première londonienne du film (20 juin 2007).

### Développement
À la fin des années 1990, un projet de scénario d'un éventuel Die Hard 4 sous le titre provisoire Man Of War. John McClane se retrouve embarqué dans la jungle amazonienne avec des collègues policiers et des soldats. Mais l'idée fut abandonnée lors de l'avènement du projet d'Antoine Fuqua, Les Larmes du Soleil, dans lequel Bruce Willis est un militaire américain au Nigeria.
L'intrigue globale s'inspire d'un script intitulé WW3.com écrit par David Marconi. David Marconi s'inspire pour cela d'un article de John Carlin intitulé A Farewell to Arms publié dans Wired. Le scénariste développe une intrigue avec une attaque cyberterroriste sur les Etats-Unis,. Cependant, après les attentats du 11 septembre 2001, le projet est mis en pause. Quelques années plus tard, un nouveau script est écrit par Doug Richardson et Mark Bomback.
En 2005, Bruce Willis annonce finalement que le titre sera Die Hard 4.0. IGN annonce ensuite le titre Die Hard: Reset. La 20th Century Fox annonce finalement que le titre sera Live Free or Die Hard,. Le titre reste cependant Die Hard 4.0 dans la plupart des pays en dehors des Etats-Unis. Len Wiseman et Bruce Willis avoueront plus tard qu'ils préféraient le titre Die Hard 4.0
Le réalisateur français Florent-Emilio Siri, avec lequel Bruce Willis a tourné Otage, est un temps pressenti pour la réalisation. Bien qu'impliqué depuis le début du projet, Bruce Willis a été convaincu après le choix de Len Wiseman à la réalisation : « en voyant le thriller de Len, Underworld 2 : Évolution, j'avais été impressionné par la singularité de sa vision. Je suis complètement entré dans son film, j'ai littéralement été entraîné dedans. Le film ne se perdait jamais, c'était maîtrisé de bout en bout. Je sentais que Len pourrait apporter énormément à un nouveau Die Hard ».
William Wisher Jr. participe, de manière non créditée, à l'écriture du scénario.

### Attribution des rôles

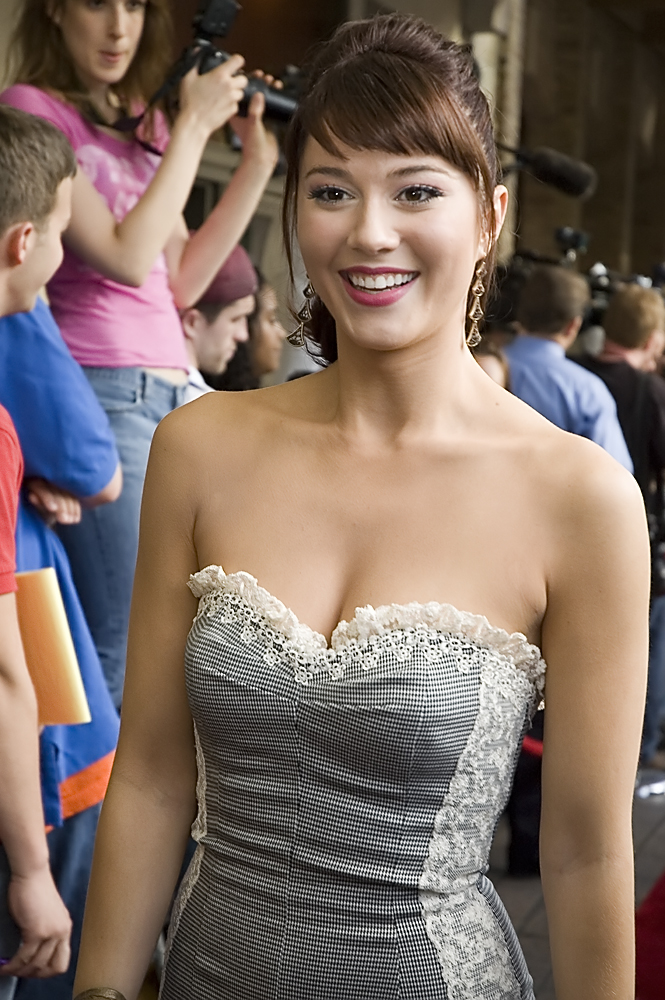
L'actrice Mary Elizabeth Winstead est choisie pour incarner Lucy McLane, la fille de John McLane.

Alors que le scénario n'est pas finalisé, les rôles des deux enfants de John McLane apparaissent dans l'histoire. Justin Timberlake et Jessica Simpson étaient envisagés pour être respectivement John « Jack » McLane Jr. et Lucy McLane. Finalement, le fils n'apparait pas dans ce film et le rôle féminin est tenu par Mary Elizabeth Winstead. Britney Spears a également auditionné pour le rôle, tout comme la fille de Bruce Willis, Rumer Willis.
Scott Speedman était le premier choix de Len Wiseman pour le rôle de Matt Farrell. Quant à Bruce Willis, il voulait Ben Affleck. Alors que Kal Penn et Brad Renfro ont passé des auditions, Justin Long est finalement engagé.
Pour le rôle des méchants, Thomas Gabriel et son sbire Rand, Jeffrey Wright et Tony Jaa ont été respectivement pressentis pour les rôles. Thomas Gabriel est finalement incarné par Timothy Olyphant, alors que l'acteur-cascadeur français Cyril Raffaelli interprète Rand. Raffaelli est un champion d'arts martiaux qui avait auparavant coordonné les scènes de combat de deux films français célèbres : Taxi 2 et Astérix et Obélix : Mission Cléopâtre, sortis respectivement en 2000 et en 2002. Bien qu'étant cascadeur, Raffaelli dut être doublé par Colin Follenweider durant son combat final avec John McClane.

### Tournage
Le tournage a débuté le 30 septembre 2006. Le mercredi 24 janvier 2007 à Los Angeles, Bruce Willis a reçu un coup à la tête alors qu'il tournait une des scènes de combat du film. L'acteur s'en est apparemment sorti avec une entaille au-dessus de l'œil droit. Il était de nouveau au travail dès le lendemain matin.

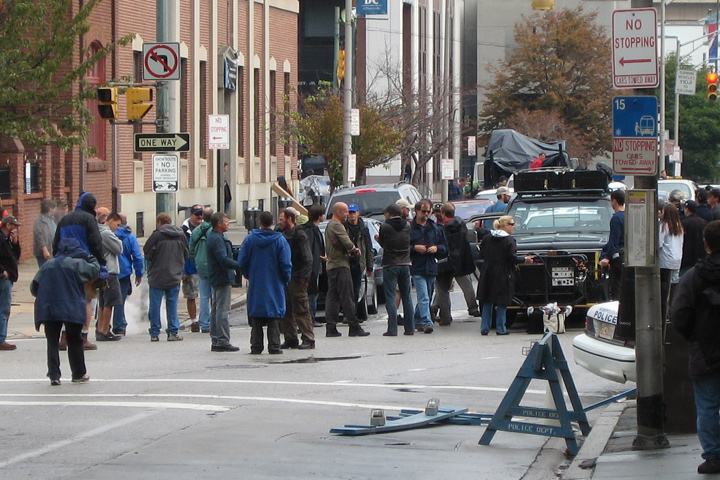
Bruce Willis et Justin Long et le réalisateur Len Wiseman sur le tournage, en septembre 2006
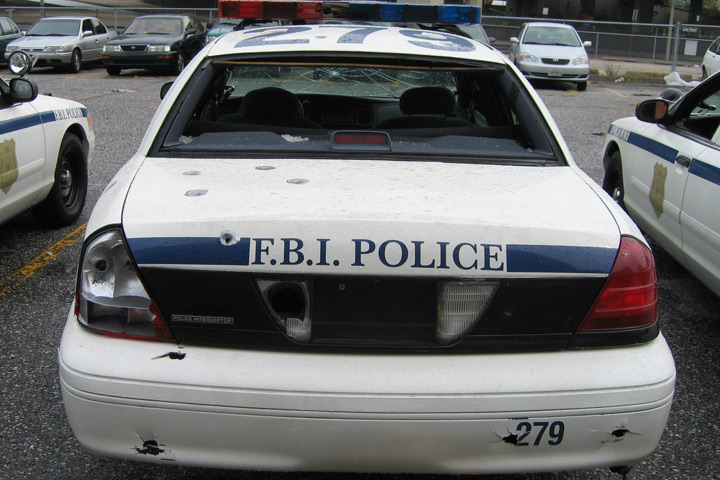
Une Ford Crown Victoria Police Interceptor de l'unité FBI Police sur le tournage

### Musique
Bandes originales Die Hard
Une journée en enfer
(1995) Die Hard : Belle journée pour mourir
(2013)
La musique du film est composée par Marco Beltrami. Il succède à Michael Kamen (décédé en 2003) qui avait travaillé sur les trois films précédents. Marco Beltrami réutilise cependant des éléments des compositions de Michael Kamen.
On peut également entendre Fortunate Son de Creedence Clearwater Revival (début du générique de fin), Rock & Roll Queen de The Subways et I'm So Sick du groupe Flyleaf.
Liste des titres
1. Out of Bullets (1:08)
2. Shootout (3:41)
3. Leaving the Apartment (2:08)
4. Dead Hackers (1:31)
5. Traffic Jam (4:13)
6. It's a Fire Sale (2:57)
7. The Break-In (2:28)
8. Farrell to D.C. (4:36)
9. Copter Chase (4:41)
10. Blackout (2:03)
11. Illegal Broadcast (3:48)
12. Hurry Up! (1:23)
13. The Power Plant (2:01)
14. Landing (2:28)
15. Cold Cuts (2:00)
16. Break a Neck (2:47)
17. Farrell Is In (4:22)
18. The F-35 (4:13)
19. Aftermath (3:12)
20. Live Free or Die Hard (2:56)

## Accueil

### Sortie
Le film sort en France et en Belgique la première fois le 4 juillet, jour anniversaire de l'indépendance des États-Unis.

### Accueil critique
Le film reçoit des critiques plutôt positives. Sur l'agrégateur américain Rotten Tomatoes, il récolte 82 % d'opinions favorables pour 208 critiques et une note moyenne de 6,81⁄10. Sur Metacritic, il obtient une note moyenne de 69⁄100 pour 34 critiques.
En France, le site Allociné propose une note moyenne de 3,7⁄5 à partir de l'interprétation de critiques provenant de 23 titres de presse.

### Box-office
| Pays ou région    | Box-office        | Date d'arrêt du box-office | Nombre de semaines |
| ----------------- | ----------------- | -------------------------- | ------------------ |
| États-Unis Canada | 134 529 403 $     | 8 novembre 2007            | 20                 |
| France            | 2 272 369 entrées | 15 août 2007               | 7                  |
| Total mondial     | 388 156 011 $     | -                          | -                  |

## Distinctions
Source : Internet Movie Database

### Récompenses

#### 2007
- California on Location Awards : professionnel local de l'année pour Curtis Collins

#### 2008
- ASCAP Film and Television Music Awards : meilleur film au box-office pour Marco Beltrami
- Taurus World Stunt Awards : meilleurs coordinateurs de cascade et/ou réalisateurs de la 2e équipe pour John Branagan, Brad Martin et Brian Smrz

### Nominations

#### 2007
- Golden Schmoes Awards : la plus grande surprise de l'année
- National Movie Awards :
  - Meilleur film d'action-aventure
  - Meilleur acteur pour Bruce Willis
- Teen Choice Awards :
  - Meilleur film de l'été - drame / action-aventure
  - Meilleure révélation masculine de l'année pour Justin Long

#### 2008
- Academy of Science Fiction, Fantasy and Horror Films - Saturn Awards :
  - Meilleur film d'action, d'aventures ou thriller
  - Meilleur acteur dans un second rôle pour Justin Long
- Golden Trailer Awards : meilleure bande-annonce d'un film d’action
- MTV Movie Awards russes : meilleur film international
- Taurus World Stunt Awards :
  - Meilleur combat pour Dane Farwell et Ming Qiu
  - Meilleure cascadeuse pour Ming Qiu
  - Meilleure cascade spécialisée pour Ralf Koch
  - Meilleur travail de cascadeurs pour Dane Farwell
  - Coup le plus dur pour Adam Hart
- Visual Effects Society Awards : meilleure modèle et maquette dans un film pour Scott Beverly, John P. Cazin, Ian Hunter et Scott Schneider (séquence de la poursuite sur l'autoroute et du F35)

## Éditions en vidéo
- En France, le film Die Hard 4 : Retour en enfer est sorti en DVD[30], DVD Édition Collector Director's Cut[31] et Blu-ray[32] le 4 janvier 2008.

Le film ressort en DVD le 1er mars 2010 et en Blu-ray le 1er septembre 2010.
Le film est également sorti en VOD le 1er août 2014.
- Au Québec, le film est sorti en DVD le 20 novembre 2007[2].

## Clins d'œil
- Lorsque John McClane rencontre l'agent Johnson et que ce dernier se présente, McClane répond « Johnson, encore ? ». Dans Piège de cristal, deux agents fédéraux se nommaient Johnson[20],[21].
- Durant le générique d'entrée, lorsque le nom de Kevin Smith apparait à l'écran, le « m » de Smith disparait laissant « Sith » pendant quelques secondes. C'est un clin d'œil à Kevin Smith, grand fan de la saga Star Wars, les Sith étant les ennemis des Jedi[20],[21]. De plus, le personnage du Sorcier, incarné par Kevin Smith, suit la vente d'une figurine de Boba Fett sur un site Internet[20].